# Antocha pauliani
Antocha pauliani är en tvåvingeart som beskrevs av Alexander 1953. Antocha pauliani ingår i släktet Antocha och familjen småharkrankar.
Artens utbredningsområde är Madagaskar. Inga underarter finns listade i Catalogue of Life.